# 聞得大君
聞得大君（きこえおおぎみ、きこえのおおきみ、チフィジン）とは、第二尚氏時代の琉球神道における最高神女（ノロ）。

## 概要
「聞得」(チフィ)は大君の美称辞、「君」(ジン)は「カミ」の意で、従って「大君」(ウフジン)は君の最高者という意味であるという説がある。琉球方言で、チフィウフジンガナシ（聞得大君加那志）と称した。隨伴する神として「しませんこ」「あけしの」「てだしろ」があるとするのが伊波普猷以來の定説であったが、吉成直樹『琉球王國と倭寇』第54至58頁では、あけしの即ち聞得大君の本名だとする新説を立てた。
聞得大君は琉球王国最高位の権力者である国王のおなり神に位置づけられ、国王と王国全土を霊的に守護するものとされた。そのため、主に王族の女性が任命されている。琉球全土の祝女の頂点に立つ存在であり、命令権限を持った。ただし祝女の任命権は国王に一任されていた。また、琉球最高の御嶽である斎場御嶽を掌管し、首里城内にあった十御嶽の儀式を司った。

## 就任儀礼
沖縄本島最大の聖地である斎場御嶽において就任の儀式である「御新下り（うあらうり）」が行われた。「御新下り」の本質は琉球の創造神との契りである聖婚（神婚）儀礼と考えられている。宗教観念上は、この聖婚により君手摩神の加護を得て聞得大君としての霊力を身に宿すのである。就任後は原則として生涯職であった。

## 由来
琉球王国では、俗世における最古の系図と言われる長濱系図に北山王 仲昔中山英祖王の御長女 聞得大君が聞得大君の名を伝える最初の記述となっている。尚真王代には中央集権化と祭政一致が行われた。この際に各に存在していた神女をまとめるため神女組織が整備され、その階位の頂点として新たにこの役職が設けられた。ちなみにそれまでの琉球王国における祝女の最高位は佐司笠（さすかさ / または「差笠」と表記）職と国頭地方由来の阿応理屋恵（あおりやへ / または「煽りやへ」と表記 / 琉球方言読み：オーレー）職であり、これらは聞得大君職制定のあと、全祝女の中で聞得大君に継ぐ第二位の格付けと降格されている。
神名「しませんこ あけしの」は勢理客にあった既存の祝女職と同じであることが伊波普猷らにより判明し、聞得大君職の元になった宗教概念が以前から存在したと考えられるが、吉成直樹『琉球王國と倭寇』第54至58頁では、あけしの即ち聞得大君の本名だとする新説を立てた。その詳細については不明な点がある。また「てだしろ（＝太陽の依代）」はそれまで馬天祝女の神名であったが、聞得大君職の制定とともに馬天祝女から剥奪された。

## 盛衰
尚真王の妹である音智殿茂金（うとぅちとぅぬむぃがに）（神名、月清）が就任したのが最初である。
琉球処分による王国消滅後も、東京での尚氏宗家の女性による祭祀としては継承されたが、戦時中の1944年に18代、思戸金翁主が就任したのを最後に廃職となった。

## 尚氏宗家女性による称号の継承
尚王家が東京に移り、沖縄戦と沖縄のアメリカ統治を経て、尚一族による表立った祭祀が長く中断されるようになると、神人（かみんちゅ）の中に「聞得大君」を自称する者が何人か現れるようになった。
尚家の第23代当主尚衛は、「地元の要請」を受け、「自称の混乱を避けるため」、2019年に没した姉の野津圭子を「晩年の何年か」聞得大君として沖縄に派遣し祭儀を担わせた。野津の没後は娘の尚満喜にその役目を継承させた。東京で尚家の祭祀を担っていた歴代の王族女性たち（衛の大伯母の井伊文子、姉の野津圭子ら）が19代，20代の聞得大君と位置付けられ、娘の尚満喜は2019年に「第21代聞得大君」として就任の挨拶を行ない、「正式には就任式を経て拝命となりますので、それまでの間、臨時聞得大君として祭祀を勉強させて頂いております」と述べている。

## 聞得大君の一覧
| 代   | 名         | 就任     | 生没年          | 備考                           |
| ---- | ---------- | -------- | --------------- | ------------------------------ |
| 初代 | 月清       | 尚真王代 | 不明            | 尚円王女・音智殿茂金           |
| 2代  | 梅南       | 尚元王代 | 不明 - 1577年   | 浦添王子朝満女・真加戸樽       |
| 3代  | 梅岳       | 1577年   | 不明 - 1605年   | 尚元王妃                       |
| 4代  | 月嶺       | 1605年   | 1584年 - 1653年 | 尚永王女                       |
| 5代  | 円心       | 1653年   | 1617年 - 1677年 | 金武王子朝貞女                 |
| 6代  | 月心       | 1677年   | 1645年 - 1703年 | 尚貞王妃                       |
| 7代  | 義雲       | 1703年   | 1664年 - 1723年 | 尚純妃                         |
| 8代  | 坤宏       | 1723年   | 1680年 - 1765年 | 尚益王妃                       |
| 9代  | 仁室       | 1766年   | 1705年 - 1779年 | 尚敬王妃                       |
| 10代 | 寛室       | 1780年   | 1719年 - 1784年 | 尚敬王女                       |
| 11代 | 順成       | 1784年   | 1721年 - 1789年 | 尚敬王女                       |
| 12代 | 徳沢       | 1789年   | 1762年 - 1795年 | 尚哲妃                         |
| 13代 | 法雲       | 1795年   | 1765年 - 1834年 | 尚穆王女                       |
| 14代 | 仙徳       | 1834年   | 1785年 - 1869年 | 尚温王妃                       |
| 15代 | 仲井間翁主 | 1870年   | 1785年 - 1869年 | 尚灝王女・真鶴金               |
| 16代 | 安里翁主   | 明治年間 | 1825年 - 1909年 | 尚灝王女・真牛金（大宜見ウシ） |

| 代   | 名         | 就任     | 生没年          | 備考                                                         |
| ---- | ---------- | -------- | --------------- | ------------------------------------------------------------ |
| 17代 | 安室翁主   | 大正年間 | 1874年 - 1944年 | 尚泰王第二王女・安室御殿                                     |
| 18代 | 思戸金翁主 | 1944年   | 1887年 - 1967年 | 尚典長女・今帰仁朝英夫人延子                                 |
| 19代 | 井伊文子   |          | 1917年 - 2004年 | 尚昌長女・伯爵井伊直愛夫人                                   |
| 20代 | 野津圭子   | 2014年   | 1947年 - 2019年 | 尚裕三女・日本カバヤ・オハヨーホールディングス会長野津喬夫人 |
| 21代 | 尚満喜     | (2020年) | 1984年 -        | 「臨時聞得大君」への就任。尚宗家 尚衞養女                    |

## 関連作品
- 池上永一『テンペスト』